# Relations entre la France et le Yémen
Les relations entre la France et le Yémen désignent les relations diplomatiques s'exerçant entre d'une part, la République française, État principalement européen, et de l'autre, la République du Yémen, Etat de la péninsule d'Arabie.

## Période contemporaine

### Aide humanitaire
Par l'intermédiaire d'organisations non gouvernementales, de la Croix-Rouge et de l'ONU, la France finance des initiatives humanitaires au Yémen, dont beaucoup sont focalisées sur la création d'un cadre démocratique et la lutte contre la faim.

### Sur le plan universitaire
Campus France et la fondation Hadhramout ont conclu un accord qui a permis l'accueil d'étudiants yéménites en France.